# Steven Berghuis
Steven Berghuis (prononcé en néerlandais : [ˈsteːvə(n) ˈbɛrxœys]), né le 19 décembre 1991 à Apeldoorn aux Pays-Bas, est un footballeur international néerlandais qui joue au poste de milieu offensif à l'Ajax Amsterdam.

## Biographie

### En club
Il dispute les quarts de finale de la Ligue Europa en 2014 avec le club de l'AZ Alkmaar.
Lors de la saison 2017-2018, il inscrit 18 buts en Eredivisie avec le club du Feyenoord Rotterdam. Il est l'auteur de cinq doublés en championnat cette saison-là. Cette même saison, il participe à la phase de groupe de la Ligue des champions. Il joue six matchs dans cette compétition, inscrivant un but contre l'équipe ukrainienne du Shakhtar Donetsk.

#### Twente

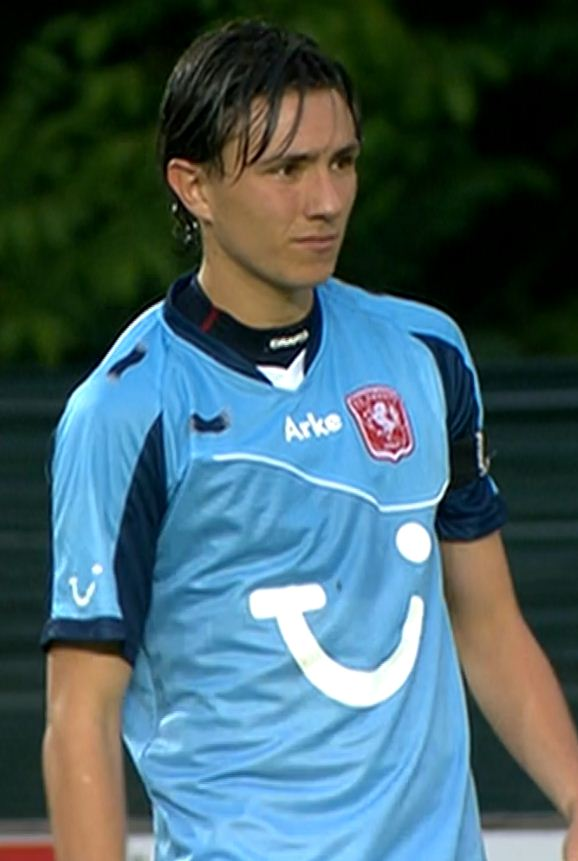
Berghuis avec Twente en 2011

Un an plus tard, Berghuis rejoint Twente et en juin 2010, il signe un contrat professionnel qui dure jusqu'en 2012. En janvier 2011, Berghuis est appelé en équipe première par l'entraîneur Michel Preud'homme lors du stage d'entraînement à La Manga. Il fait ses débuts en équipe première pour Twente le 19 janvier 2011 en tant que remplaçant lors d'une victoire 5-0 en Eredivisie contre Heracles,.
Le 23 juin 2011, Berghuis marque son premier but pour le club lors d'un match amical de pré-saison contre l'équipe Eerste Klasse D, DOS '37. Une semaine plus tard, il marque l'un des dix buts de Twente lors d'un autre match de préparation contre l'équipe Derde Klasse, DSV '61. Le 14 juillet 2011, il marque son premier but contre une équipe étrangère, marquant le deuxième but de Twente lors d'une victoire amicale 4-3 contre le club turc de Süper Lig, Fenerbahçe.
Après avoir été promu en équipe première pour la saison 2011-2012, Berghuis signe une prolongation de contrat avec Twente jusqu'en 2014. Il joue ensuite les matchs de qualification de la Ligue des champions de l'UEFA 2011-2012 avec Twente contre le club roumain de Vaslui les 26 juillet et 3 août 2011, lors desquels Twente remporte la victoire 2-0 au total. Il joue également dans le 2011 Johan Cruyff Shield; malgré son expulsion, Twente remporte le match 2-1 contre l'Ajax. Il est titulaire lors du premier match de l'Eredivisie de la saison 2011-2012 contre NAC Breda. Le 21 septembre 2011, il marque quatre buts contre Zwaluwen '30 en KNVB Cup, où Twente remporte le match 8-1. Berghuis marque son premier but pour Twente lors d'une victoire 6-2 contre Utrecht le 4 décembre 2011.
Le 20 janvier 2012, Berghuis rejoint VVV-Venlo en prêt jusqu'à la fin de la saison 2011-2012. Deux jours plus tard, il fait ses débuts avec VVV-Venlo, en commençant et en jouant l'intégralité du match lors d'une victoire 2-1 contre Feyenoord. Le 18 février, il marque son premier but pour VVV-Venlo, dans une victoire 4-1 contre De Graafschap. Lors du dernier match de la saison, Berghuis marque son deuxième but, ainsi qu'une autre passe décisive, lors d'une victoire 4-2 contre son club d'origine, Twente. Le 13 mai, il marque deux fois lors des matchs retour des barrages lors d'une victoire 4-2 contre Cambuur. À la fin de la saison 2011-2012, toutes compétitions confondues, il a disputé 21 matchs et marqué 4 buts.

#### AZ Alkmaar
Le 20 juin 2012, Berghuis rejoint l'AZ pour un montant de transfert rapporté de 400 000 £ en provenance de Twente, après quoi il signe un contrat le maintenant à l'AZ jusqu'en 2017. À son arrivée au club, Berghuis a déclaré s'attendre à se développer davantage en tant que joueur à l'AZ. Il fait ses débuts à l'AZ en jouant 16 minutes en tant que remplaçant lors d'une défaite 1-0 contre l'Anzhi Makhachkala lors du premier tour de qualification de la Ligue Europa de l'UEFA 2012-2013 le 23 août. Une semaine plus tard, le 2 septembre, il fait ses débuts en Eredivisie pour le club, jouant 13 minutes lors d'une défaite 5-1 contre le PSV,.
Berghuis joue principalement comme ailier gauche et remplaçant lors de la saison, ne jouant que 90 minutes à quatre reprises, ne contribuant qu'à une seule passe décisive en championnat en raison de la forme du joueur islandais Jóhann Berg Guðmundsson, qui a marqué deux buts et fait six passes décisives dans la saison en tant qu'ailier gauche,. Lors de sa première saison, Berghuis dispute 27 matchs toutes compétitions confondues et aide l'équipe à remporter la Coupe des Pays-Bas contre le PSV en finale de la compétition.
La saison 2013-2014 pourrait être considérée comme la saison de la révélation de Berghuis, car il est plus présent dans le onze de départ, bien qu'il doive encore rivaliser avec Gudmundsson. Il marque son premier but pour l'AZ lors d'une victoire 3-0 contre Go Ahead Eagles le 15 septembre 2013, puis marque à nouveau le 1er décembre lors d'une défaite 3-2 contre NEC. Dans la Coupe des Pays-Bas, Berghuis joue un rôle lors des deux premiers tours, marquant lors d'une victoire 4-1 contre Sparta Rotterdam, suivi de trois passes décisives lors d'une victoire 7-0 contre Achilles '29 au troisième tour. Au cours de la seconde moitié de la saison, Berghuis réalise deux matchs avec deux buts chacun, contre NAC Breda le 18 janvier 2014 et RKC Waalwijk le 2 mars. Berghuis ajoute plus tard un but, ainsi qu'une passe décisive, lors d'une victoire 3-0 contre Heerenveen dans la compétition de barrage de la Ligue Europa de l'UEFA 2013-2014 dans le cadre du format de l'Eredivisie pour la qualification aux compétitions européennes. Malgré une blessure en janvier 2014, Berghuis termine la saison 2013-2014 avec 41 apparitions et 10 buts toutes compétitions confondues.
Lors de la saison 2014-2015, Berghuis marque trois buts pour commencer la campagne, contre Heracles, Ajax et Dordrecht. Cependant, lors de la première moitié de la saison, Berghuis est victime de blessures, ne disputant que sept matchs,,. En février 2015, Berghuis marque sept autres buts en Eredivisie, dont un doublé contre Heerenveen. Il marque également des buts importants contre Groningen et Willem II. À la fin de la saison 2014-2015, Berghuis marque 11 buts en 25 apparitions toutes compétitions confondues.

### En équipe nationale
Avec les moins de 19 ans, il participe au championnat d'Europe des moins de 19 ans en 2010. Lors de cette compétition, il joue deux matchs, inscrivant un but contre l'Angleterre.
Avec les moins de 20 ans, il délivre en juin 2012 une passe décisive lors d'un match face à l'équipe de France. Avec les espoirs, il inscrit deux buts en mai 2011, contre Israël et l'Albanie.
Le 5 juin 2015, il figure pour la première fois sur le banc des remplaçants de l'équipe A, lors d'un match amical face aux États-Unis (défaite 3-4). Toutefois, il doit attendre près d'une année pour faire ses débuts officiels en équipe nationale, le 27 mai 2016, à l'occasion d'une rencontre amicale face à l'Irlande (score : 1-1). Quelques jours plus tard, il délivre une passe décisive face à la Pologne (victoire 1-2). Par la suite, le 14 novembre 2017, il délivre trois passes décisives contre la Roumanie (victoire 0-3). Il délivre une nouvelle passe décisive le 4 juin 2018, face à l'Italie (score : 1-1).
Le 11 novembre 2022, il est sélectionné par Louis van Gaal pour participer à la Coupe du monde 2022.

## Palmarès
- FC Twente
  - Vice-champion des Pays-Bas en 2011
  - Vainqueur de la Supercoupe des Pays-Bas en 2011

- AZ Alkmaar
  - Vainqueur de la Coupe des Pays-Bas en 2013

- Feyenoord Rotterdam
  - Champion des Pays-Bas en 2017
  - Vainqueur de la Coupe des Pays-Bas en 2018
  - Vainqueur de la Supercoupe des Pays-Bas en 2017 et 2018

- Ajax Amsterdam
  - Champion des Pays-Bas en 2022